# Kosha
Kosha (sanskrit IAST : kośa ; devanāgarī: कोश) signifie « étui », « fourreau » ou encore « enveloppe ». La première description connue des kośa au nombre de cinq est donnée dans la Taittirīya Upaniṣad (composée entre -600 et -500) à la section intitulée « Brahmānanda Vallī ». Dans la philosophie du Vedānta et plus particulièrement de l'Advaita Vedānta, on distingue cinq enveloppes ou fourreaux qui composent le Jīva et qui sont par ordre du plus grossier au moins grossier: annamayakośa, prāṇamayakośa, manomayakośa, vijñānamayakośa et ānandamayakośa.

## Kośa dans l'Advaita Vedānta
Dans l'Advaita Vedānta, les cinq kośa sont autant de recouvrements ou de degrés d'asservissement qui empêchent le jīva de connaître la réalité absolue qui est Brahman et de s'établir dans le Soi (Ātman).

### Description des enveloppes
La description des cinq kośa est donnée dans la Taittirīya Upaniṣad à la section intitulée « Brahmānanda Vallī ». Ceux-ci vont du moins subtil (annamayakośa) au plus subtil (ānandamayakośa). Annamayakośa correspond au sthūlaśarīra. Les trois kośa prāṇamayakośa, manomayakośa et vijñānamayakośa correspondent au sūkṣmaśarīra. Enfin, l'enveloppe la plus subtile ānandamayakośa correspond au kāraṇaśarīra.

#### Annamayakośa
Annamayakośa est l'enveloppe composée de nourriture et constituée des cinq éléments grossiers (mahābhūta). Celle-ci correspondant au corps physique ou grossier (sthūlaśarīra) et au cinquième recouvrement de l'Ātman.

#### Prāṇamayakośa
prāṇamayakośa est l'enveloppe faite de vitalité, d'énergie vitale (prāṇa) qui anime le corps physique et concerne l'aspect physiologique. Celle-ci est composée des cinq souffles vitaux primaires (prāṇās) et des cinq karmendriya. Elle correspond au quatrième recouvrement de l'Ātman. C'est le premier kośa du sūkṣmaśarīra par ordre de degré de subtilité. Ce kośa fait le lien entre le sthūlaśarīra et le sūkṣmaśarīra.

#### Manomayakośa
Manomayakośa est l'enveloppe composée de pensées et d'émotions constituant l'aspect psychologique. Ce revêtement fait de mental correspond à manas. Dans l'Advaita Vedānta, celle-ci est constituée de manas, de citta et des cinq jñānendriya. Seize sortes de modifications (vṛtti) affectent ce kośa. C'est le troisième recouvrement de l'Ātman et le deuxième kośa du sūkṣmaśarīra.

#### Vijñānamayakośa
Vijñānamayakośa est l'enveloppe faite d'intelligence concernant la logique, le raisonnement, la discrimination ou le jugement et est en rapport avec l'intellect, l'intelligence objective vijñāna. Vijñāna correspond à un des aspects de buddhi qui est l'intelligence supérieure. Dans l'Advaita Vedānta, cette enveloppe est constituée de buddhi, Ahaṃkāra et des cinq jñānendriya. Celle-ci constitue le deuxième recouvrement de l'Ātman. C'est le troisième kośa du sūkṣmaśarīra et le plus subtil ou le plus fin. Vijñānamayakośa fait le lien entre le sūkṣmaśarīra et le kāraṇaśarīra.

#### Ānandamayakośa
Ānandamayakośa est l'enveloppe composée de béatitude ou de félicité. Cette enveloppe correspond au kāraṇaśarīra, c'est le premier recouvrement de l'Ātman et le début de l'ignorance (avidyā). Dans le Vedānta, ānandamayakośa est causé par māyā, l'illusion qui limite l'ātman.

### Kośa et états de veille, rêve et sommeil profond
Le Vedānta reconnaît plusieurs catégories, dont les trois états de conscience (avasthātraya) de veille (jāgrat), de rêve (svapna) et de sommeil profond (suṣupti) font partie. Selon l'Advaita Vedānta, les cinq kośa sont actifs, peu actifs ou inactifs en fonction des trois états de conscience. Dans le tableau ci-dessous deux croix signalent qu'un kośa est actif, une croix qu'il est peu actif et un tiret qu'il est inactif.
|         | Annamayakośa | Prāṇamayakośa | Manomayakośa | Vijñānamayakośa | Ānandamayakośa |
| Jāgrat  | ++           | ++            | ++           | ++              | ++             |
| Svapna  | -            | ++            | ++           | +               | +              |
| Suṣupti | -            | -             | -            | -               | ++             |